# ジュヌヴィエーヴ・ゴーント
ジュヌヴィエーヴ・ゴーント（Genevieve Wilhemina Gaunt、1991年1月13日 - ）は、オランダ/イギリス女優。

## キャリア
身長は171cm。愛称はジジ（Gigi）。父はオランダの俳優フレデリック・デ・グルート、母はイギリスの女優フィオナ・ゴーントという芸能一家で生まれ育った。英語の他にオランダ語を話すことが出来る。
2004年に公開された『ハリー・ポッターとアズカバンの囚人』でドラコ・マルフォイのガールフレンドであるパンジー・パーキンソン役を数千人のオーディションの中から勝ち取り、数秒だが映画デビューを果たす。それ以降はプレミアに一度参加したのみで、『ハリー・ポッターシリーズ』には一切出演していない。
彼女はまた、ペネロペ＝クレイトン・ウォード夫人、トレイシーおばあちゃん、ロイストン公爵夫人の新しい声も務めていますサンダーバード。
2008年にシエナ・ミラー主演の映画「Hippie Hippie Shake」出演を期に女優業を再開。

## 私生活
現在はロンドンで母親、二つ年上の兄と生活している模様。また、好きな女優にマリリン・モンローを挙げている。

## 主な出演作

### 映画
- 天使が消えた街 (2014) ジェシカ・フラー役
- Hippie Hippie Shake (2008) トゥルーディ役
- ハリー・ポッターとアズカバンの囚人 (2004) パンジー・パーキンソン役

### ドラマ
- Lost in Austen (2008) ジョージア役
- Heartbeat (2008) ヴィヴィアン・ミドルトン役